# Hoàng Văn Phong

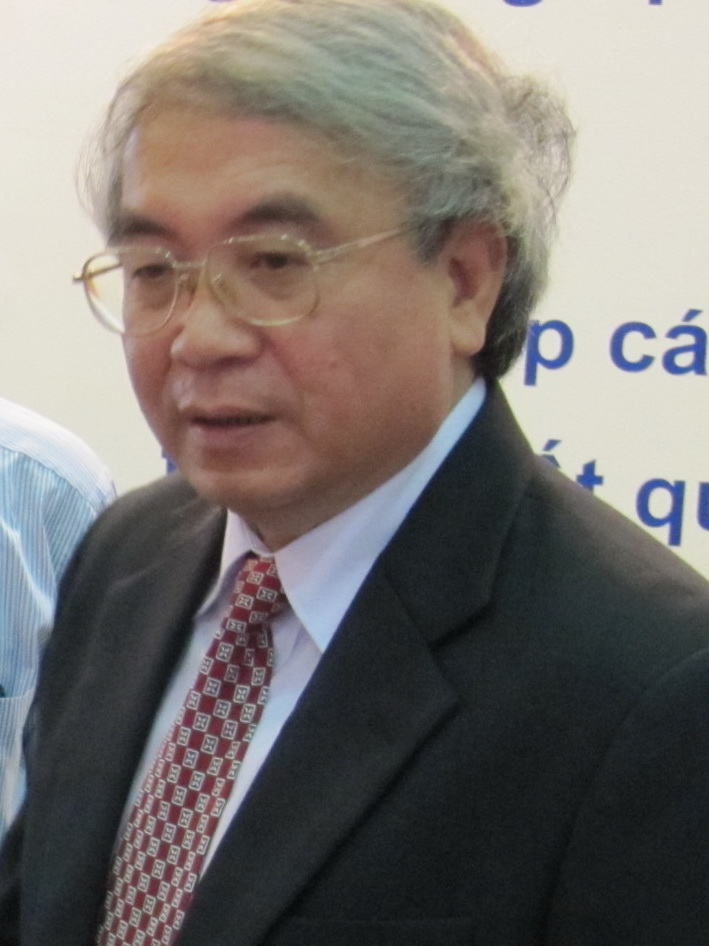
Hoàng Văn Phong.

Hoàng Văn Phong (Minh Khai, Từ Liêm, Hanoi, 6 oktober 1948) is een voormalige Vietnamees minister van Wetenschap en Technologie van 2002 tot 2008.